# Джай Опетая
Джай Опетая (англ. Jai Opetaia; 30 червня 1995, Сідней) — австралійський професійний боксер, чемпіон світу за версією IBF (2022—2023, 2024—т.ч.) та Ринг (2022—т.ч.) у першій важкій вазі.

## Аматорська кар'єра
2011 року у віці 16 років Джай Опетая пройшов кваліфікацію на Олімпійські ігри 2012.
На чемпіонаті світу серед молоді 2012 завоював бронзову медаль.
На Олімпіаді 2012 у першому бою програв Теймуру Мамедову (Азербайджан).
На Іграх Співдружності 2014 програв у другому бою.

## Професіональна кар'єра
У віці 20-и років дебютував на професійному рингу. Впродовж 2015—2021 років провів 21 переможний бій і став обов'язковим претендентом на титул чемпіона світу за версією IBF у першій важкій вазі.

### Опетая проти Брієдіса
Поєдинок між Джаєм Опетая і чемпіоном Майрісом Брієдісом (Латвія) мав відбутися 6 квітня 2022 року, але не відбувся через позитивний результат тесту на коронавірус у Брієдіса і був перенесений на 11 травня. Втім, бій довелося переносити вдруге через травмування Опетая на тренуванні. Тож, поєдинок відбувся 2 липня 2022 року.
Опетая дотримувався плану на бій, постійно рухаючись і боксуючи з дистанції переважно лівими прямими. Чемпіон почувався незручно, хоч і намагався до останнього тиснути на претендента. Перемогу одностайним рішенням суддів здобув Джай Опетая, відібравши у латвійця звання чемпіона.
У першому захисті 30 вересня 2023 року нокаутував Джордана Томпсона (Велика Британія). 18 грудня 2023 року Опетая відмовився від титулу чемпіона IBF через вимогу організації про негайне проведення матчу-реваншу з Майрісом Брієдісом.
23 грудня 2023 року зустрівся в бою з Еллісом Зорро (Велика Британія) і нокаутував його наприкінці першого раунду.

### Опетая проти Брієдіса II
18 травня 2024 року в Саудівській Аравії в другому за значимістю бою в рамках шоу Тайсон Ф'юрі — Олександр Усик зустрівся в реванші з Майрісом Брієдісом. Обидва боксували з огляду на тили, але австралієць краще рухався і був точнішим у своїх атаках, що і принесло йому перемогу одностайним рішенням. Переможець бою отримав вакантний титул чемпіона IBF і титул журналу The Ring у першій важкій вазі.